# Padma (řeka)
Padma (bengálsky পদ্মা – Pôdda) je řeka protékající Indií a Bangladéšem. Jejím největším a nejdůležitějším přítokem je Brahmaputra. Padma je jihovýchodním a hlavním ramenem řeky Gangy. Je dlouhá přibližně 120 km. Vlévá se do řeky Meghny, která následně ústí do Bengálského zálivu. Největším městem na řece je Rajshahi, třetí největší, zemědělské a průmyslové město v Bangladéši a jeho centrum financí a vzdělání, též známé pro své hedvábí.

## Etymologie
Padma v sanskrtu znamená lotosový květ. V hinduismu jde o jedno z dalších jmen bohyně hojnosti, štěstí a krásy Lakšmí, manželky Višnua.

## Průběh toku
Padma vzniká v Indii několik kilometrů od hranice s Bangladéšem jako druhé a východní rameno Gangy, druhým je Bhagirathi. Poblíž města Shibganj se dostává do Bangladéše a poblíž města Shivalaya se setkává s Brahmaputrou. Nakonec se u města Chandpur vlévá do Meghny.

## Vodní režim
Protože se Padma nachází v monzunové oblasti, kde se nejvíce srážek objevuje v létě, obsahuje v tomto měsíci taktéž nejvíce vody s průtokem 750 000 m³/s. Naopak nejméně vody se v Padmě nachází v zimě, kdy je průtok pouze 15 000 m³/s.